# Xiqilliba bellator
Xiqilliba bellator är en insektsart som beskrevs av Kramer 1964. Xiqilliba bellator ingår i släktet Xiqilliba och familjen dvärgstritar. Inga underarter finns listade i Catalogue of Life.